# Клод Аджапонг
Клод Аджапонг (італ. Claud Adjapong, нар. 6 травня 1998, Модена) — італійський футболіст ганського походження, захисник клубу «Сассуоло». На умовах оренди грає за «Реджину».

## Клубна кар'єра
Народився 6 травня 1998 року в місті Модена. Вихованець юнацьких команд «Сассуоло». 11 березня 2016 року дебютував у Серії А, вийшовши на заміну на 89-ій хвилині замість Маттео Політано у поєдинку проти «Ювентуса». За чотири сезони в «Сассуоло» взяв участь у 32 іграх найвищого дивізіону італійської першості.
Влітку 2019 року був відданий в оренду до «Верони». У складі цієї команди за сезон взяв участь лише у п'яти матчах. 24 вересня 2020 року також на орендних правах став гравцем друголігового «Лечче».

## Виступи за збірні
Аджапонг народився і виріс в Італії у батьків ганського походження. До 18 років у нього був тільки ганський паспорт. Він має право грати за збірну Гани.
Отримавши італійський паспорт, 25 серпня 2016 року він отримав виклик до складу юнацької збірної Італії
. Всього взяв участь у 10 іграх на юнацькому рівні.
1 вересня 2017 року Клод дебютував за молодіжну збірну Італії у товариському матчі проти Іспанії. У її складі поїхав на домашній молодіжний чемпіонат Європи 2019 року.

## Статистика виступів

### Статистика клубних виступів
Станом на 3 жовтня 2020 року
| Сезон             | Команда           | Чемпіонат         | Чемпіонат | Чемпіонат | Національний кубок | Національний кубок | Національний кубок | Континентальні кубки | Континентальні кубки | Континентальні кубки | Інші змагання | Інші змагання | Інші змагання | Усього | Усього |
| Сезон             | Команда           | Ліга              | Ігор      | Голів     | Ліга               | Ігор               | Голів              | Ліга                 | Ігор                 | Голів                | Ліга          | Ігор          | Голів         | Ігор   | Голів  |
| ----------------- | ----------------- | ----------------- | --------- | --------- | ------------------ | ------------------ | ------------------ | -------------------- | -------------------- | -------------------- | ------------- | ------------- | ------------- | ------ | ------ |
| 2015–16           | «Сассуоло»        | A                 | 2         | 0         | КІ                 | 0                  | 0                  | -                    | -                    | -                    | -             | -             | -             | 2      | 0      |
| 2016–17           | «Сассуоло»        | A                 | 9         | 1         | КІ                 | 1                  | 0                  | ЛЄ                   | 3                    | 0                    | -             | -             | -             | 13     | 1      |
| 2017–18           | «Сассуоло»        | A                 | 16        | 0         | КІ                 | 0                  | 0                  | -                    | -                    | -                    | -             | -             | -             | 16     | 0      |
| 2018–19           | «Сассуоло»        | A                 | 5         | 1         | КІ                 | 0                  | 0                  | -                    | -                    | -                    | -             | -             | -             | 5      | 1      |
| 2019–20           | «Верона»          | A                 | 5         | 0         | КІ                 | 0                  | 0                  | -                    | -                    | -                    | -             | -             | -             | 5      | 0      |
| 2020–21           | «Лечче»           | B                 | 2         | 0         | КІ                 | 1                  | 0                  | -                    | -                    | -                    | -             | -             | -             | 3      | 0      |
| Усього за кар'єру | Усього за кар'єру | Усього за кар'єру | 39        | 2         |                    | 2                  | 0                  |                      | 3                    | 0                    |               | -             | -             | 44     | 2      |

### Статистика виступів за збірну
Станом на 3 жовтня 2020 року